# تانگو و کش
تانگو و کش (به انگلیسی: Tango & Cash) یک فیلم کمدی اکشن آمریکایی در سبک پلیس رفیق محصول سال ۱۹۸۹ به کارگردانی آندری کونچالوفسکی با بازی سیلوستر استالونه و کرت راسل است. این فیلم دربارهٔ یک جفت کارآگاه پلیس رقیب است که پس از اینکه یک مغز متفکر جنایتکار آنها را به قتل متهم می‌کند، مجبور به همکاری با یکدیگر می‌شوند.
کارگردانی این فیلم عمدتاً بر عهده آندری کونچالوفسکی بود و آلبرت ماگنولی و پیتر مک‌دونالد در مراحل بعدی فیلمبرداری و استوارت برد بر پساتولید نظارت داشت. کارگردانان متعدد به دلیل یک پروسه تولید طولانی و مشکل بود، که شامل بازنویسی‌های متعدد فیلمنامه و درگیری بین کنچالوفسکی و تهیه‌کننده جان پیترز بر سر تفاوت‌های خلاقانه بود.
این فیلم توسط برادران وارنر در ۲۲ دسامبر ۱۹۸۹ در ایالات متحده اکران شد، همان روزی که همیشه با آن ساخته شد و آن را به یکی از آخرین فیلم‌های آمریکایی دهه ۱۹۸۰ تبدیل کرد. این فیلم نقدهای متفاوتی از سوی منتقدان دریافت کرد اما در باکس آفیس موفق بود و با بودجه ۵۴ میلیون دلاری بیش از ۱۲۰ میلیون دلار به دست آورد.

## داستان
پلیس لس آنجلس ستوان ریموند تانگو (سیلوستر استالونه) و پلیس مرکز شهر لس آنجلس ستوان گابریل کش (کرت راسل) شهرت اخلال و دستگیری در عملیات قاچاق در حوزه‌های قضایی مربوطه را به دست آورده بودند. یک روز، آنها از یک محل معامله مواد مخدر شبانه، آگاه می‌شوند. هر دو کارآگاه برای اولین بار در محل هم را ملاقات می‌کنند، اما کشف یک جسد که سیم شنود به آن وصل است و همچنین مقداری پول و اسلحهٔ ستوان گابریل کش که بر روی زمین است باعث می‌شود که دادگاه و اف‌بی‌آی آن دو را قاتل بدانند. قاضی دادگاه آن دو را به ۱۸ ماه زندان محکوم می‌کند ولی آن دو می‌دانند که قاچاقچیان و جاسوسان در اف‌بی‌آی برایشان پاپوش دوخته اندو با ورود به زندان، زندانیانی که به دست آن دو زندانی شده‌اند، قصد جان آن دو را دارند پس به فکر فرار از زندان می‌افتند…

## بازیگران
- سیلوستر استالونه در نقش ریموند تانگو
- کرت راسل در نقش گابریل کش
- جک پالانس در نقش یووس پرت
- بریون جیمز در نقش ریکوین
- تری هچر در نقش کیکی تانگو
- جیمز هنگ در نقش کووان
- ادوارد بانکر در نقش کاپیتان هولمز
- مایکل جی. پولارد در نقش اوون

## ساخت
این فیلم با نام The Set Up شناخته می‌شد و بر اساس فیلمنامه‌ای از رندی فلدمن ساخته شد که بر اساس ایده‌ای از جان پیترز و پیتر گوبر ساخته شده بود. سیلوستر استالونه و پاتریک سوویزی برای بازیگری قرارداد امضا کردند. در مارس ۱۹۸۹ آندری کنچالوفسکی برای کارگردانی قرارداد امضا کرد. پس از اینکه سوویزی ترک فیلم کرد و در فیلم کافه بین‌راهی (فیلم ۱۹۸۹) بازی کرد، کرت راسل جایگزین او شد.
بر اساس گزارش‌ها، پیتر مک‌دونالد، تهیه‌کننده اجرایی، که یکی از کارگردانان واحد دوم فیلم نیز بود، کارگردانی فیلم را قبل از ورود ماگنولی به عهده گرفت. (یک سال قبل، پس از اخراج راسل مولکاهی راسل مالکهی، کارگردان اصلی فیلم توسط استالونه، مک‌دونالد مجبور شد به عنوان کارگردان در فیلم قبلی استالونه، رمبو ۳، کارگردانی کند)
فیلمبرداری در ۲۰ اکتبر ۱۹۸۹، هشت هفته قبل از افتتاحیه برنامه‌ریزی شده اولیه آن در ۱۶۰۰ سینما در سراسر ایالات متحده به پایان رسید.

## بازخوردها
- این فیلم در سایت راتن تومیتوز بر اساس رای ۴۸ نقد، امتیاز ۳۱ درصد و میانگین امتیاز ۴٫۴ از ۱۰ را کسب کرده است.[۸]
- در متاکریتیک، فیلم بر اساس رای ۱۵ منتقد دارای میانگین وزنی ۴۱ از ۱۰۰ است که نشان‌دهنده «نقدهای مختلط یا متوسط» است.[۹]

## گیشه
این فیلم در ۲۲ دسامبر ۱۹۸۹ اکران شد و در آخر هفته افتتاحیه آن، فیلم از ۱۴۰۹ سالن سینما ۶٫۶ میلیون دلار فروخت که میانگین آن ۴٫۷۰۴ دلار در هر سینما بود و در رتبه دوم باکس آفیس قرار گرفت. این فیلم با بودجه تولید ۵۴ میلیون دلاری خود توانست باکس آفیس ۱۲۰٫۴ میلیون دلاری را به دست آورد. این فیلم همچنین در وی‌اچ‌اس فروش خوبی داشت.

## دنباله فیلم
در سپتامبر ۲۰۱۹، استالونه فاش کرد که داستانی را برای دنباله‌ای فیلم آماده کرده است و سعی می‌کند کرت راسل را متقاعد کند که در پروژه امضا کند. با این حال، در حالی که استالونه برای فیلم‌برداری دنباله‌ای هیجان‌زده بود، راسل مطمئن نبود که می‌خواهد یا نه، و گفت که تا آن زمان آنها در «بی‌نظیری» خود بودند، تا سال ۲۰۲۵، هیچ خبر دیگری در مورد دنباله این فیلم محقق نشده است.